# Dojč
Dojč (mađ. Dócs, nje. Deutz) je naseljeno mjesto u okrugu Senica, u Trnavskom kraju, Slovačka.

## Stanovništvo
| Godina:     | 1993. | 2003.   | 2013.   | 2023.   |
| ----------- | ----- | ------- | ------- | ------- |
| Broj ljudi: | 1157  | 1219    | 1253    | 1363    |
| Razlika:    |       | +5,35 % | +2,78 % | +8,77 % |

| Godina:     | 2022. | 2023.   |
| ----------- | ----- | ------- |
| Broj ljudi: | 1344  | 1363    |
| Razlika:    |       | +1,41 % |

Prema podacima o broju stanovnika iz 2023. godine naselje je imalo 1363 stanovnika.

## Vanjske poveznice
|  | Zajednički poslužitelj ima još gradiva o temi Dojč |

- Službena stranica naselja (sl.)